# Grbavce
Grbavce (cyr. Грбавце) – wieś w Serbii, w okręgu jablanickim, w gminie Medveđa. W 2011 roku liczyła 40 mieszkańców.